# Gare de Prague-Holešovice
La gare de Prague-Holešovice est une gare ferroviaire située dans la ville de Prague, dans le district d'Holešovice.
Elle est en communication avec une station du métro de Prague (ligne C du métro de Prague).

## Service des voyageurs

### Desserte
Cette gare était principalement destinée aux trains express internationaux et le Pendolino.  On peut aller à Berlin, Dresde, Brno, Vienne, Bratislava et Budapest.
Des trains régionaux assurent une desserte au sein du réseau Esko Prague.

### Intermodalité
La station de métro Nádraží Holešovice a été ouverte comme terminus en Novembre 1984. Le coût total de la station s'élève à 319 millions de couronnes.

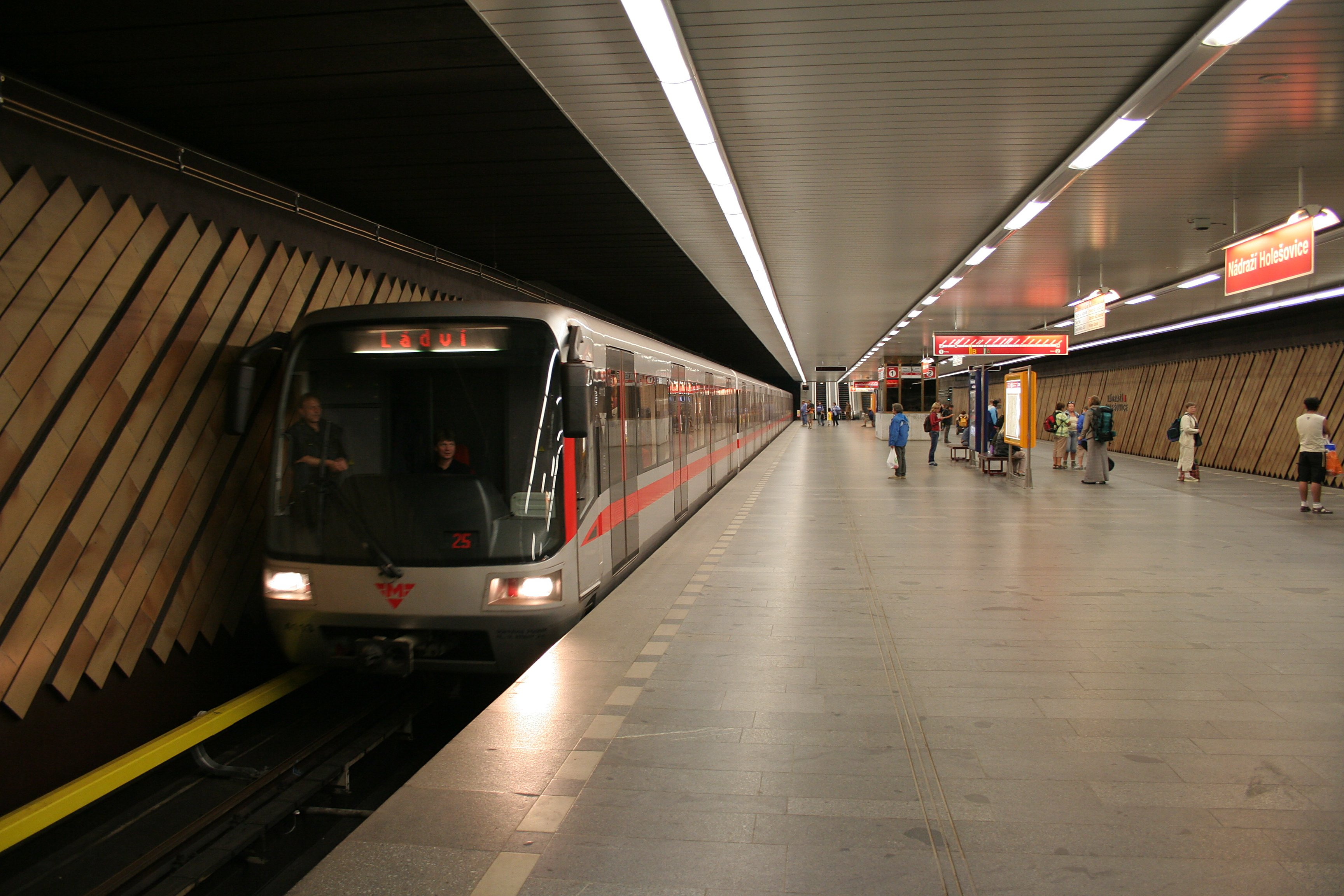
Une rame de la série M1 à la station de métro Nádraží Holešovice.